# Ducové
Ducové je naseljeno mjesto u okrugu Piešťany u Trnavskom kraju u Slovačkoj.

## Stanovništvo
| Godina:     | 1993. | 2003.   | 2013.    | 2023.    |
| ----------- | ----- | ------- | -------- | -------- |
| Broj ljudi: | 336   | 346     | 403      | 476      |
| Razlika:    |       | +2,97 % | +16,47 % | +18,11 % |

| Godina:     | 2022. | 2023.   |
| ----------- | ----- | ------- |
| Broj ljudi: | 464   | 476     |
| Razlika:    |       | +2,58 % |

Prema podacima o broju stanovnika iz 2023. godine naselje je imalo 476 stanovnika.

## Vanjske poveznice
|  | Zajednički poslužitelj ima još gradiva o temi Ducové |

- Službena stranica naselja (sl.)